# Sophie Hartstock
Sophie Hartstock (* 16. September 1997 in Lübeck) ist eine deutsche Handballspielerin, die für den 1. FSV Mainz 05 in der Bundesliga auflief.

## Karriere
Hartstock begann das Handballspielen beim NTSV Strand 08. Über die Station MTV Ahrensbök gelangte Hartstock zum VfL Bad Schwartau. Mit der A-Jugend des VfL belegte sie im Jahr 2016 den vierten Platz im Final Four der A-Juniorinnen Bundesliga. Zusätzlich lief sie in der Saison 2015/16 per Doppelspielrecht für den Drittligisten TSV Travemünde auf. Anschließend wechselte sie zum Zweitligisten 1. FSV Mainz 05. Im Jahr 2019 stieg sie mit Mainz in die Bundesliga auf. Anschließend lief Hartstock zwei Spielzeiten in der Bundesliga auf, in denen sie insgesamt 21 Treffer erzielte. Um sich auf ihr Studium konzentrieren zu können, schloss sie sich im Sommer 2021 der 2. Mannschaft der HL Buchholz 08-Rosengarten an, die in der Oberliga Hamburg – Schleswig-Holstein antritt.

## Sonstiges
Ihre Schwester Cara Hartstock spielt ebenfalls Handball.